# Křížová cesta (Mladá Vožice)
Křížová cesta v Mladé Vožici na Táborsku se nachází ve východní části města.

## Historie
Křížovou cestu tvoří kamenné sloupky se dvěma nikami. V horní je pašijový obrázek, zastavení jsou zastřešena kamennými stříškami.
Cesta vede ke kapli Nanebevzetí Panny Marie. Ta stojí v místech královského hradu, zbořeného roku 1425. Kapli dal postavit roku 1646 držitel vožického panství Krištof Karel Přehořovský z Kvasejovic. Cesta ke kapli je lemovaná sloupky křížové cesty a vede úbočím hory k prostranství pod kaplí. Zde jsou tři velké kříže Kalvárie. Na západ od kaple je ve skále jeskyně s Božím hrobem. Ke kapli se přistupuje od západu po 32 kamenných schodech.